# Primeira Frente Ucraniana
A Frente de Briansk (em russo:  Брянский фронт), renomeada sucessivamente Frente de Voronej (em russo:  Воронежский фронт) e Primeira Frente Ucraniana (em russo:  Первый Укрáинский фронт; em ucraniano:  Пе́рший Украї́нський фронт, transl. Pérshii Ukraiínsʹkii front), foi uma frente – no sentido soviético do termo, uma unidade militar do tamanho de um grupo de exércitos ocidental – do Exército Vermelho da União Soviética, durante a Segunda Guerra Mundial.

## Frente de Briansk
A Frente de Briansk foi formada em meados de agosto de 1941, sob o comando do general Andrei Ieremenko. Inicialmente, ela compreendia dois exércitos (50º e 13º), com oito divisões de rifles cada, três divisões de cavalaria e uma divisão de tanques", mas muitas dessas formações foram muito reduzidas por perdas em batalha. Dois outros exércitos da Frente Central soviética, 21º e 3º, que evitaram ser capturados na Batalha de Smolensk, foram integrados à Frente de Briansk, mas também acabaram gravemente reduzidos.
No final de agosto, junto com a Frente Ocidental e a Frente da Reserva, a Frente Briansk lançou uma grande mas malsucedida contra-ofensiva nas regiões de Smolensk, Elnia e Roslândia, buscando deter o avanço do Grupo de Exércitos Centro. Apesar do sucesso da Frente da Reserva em Elnia, os esforços da Frente Briansk tiveram pouco resultado.
Após o fracasso das ofensivas de Smolensk, a frente ficou presa em um enorme cerco no período que antecedeu a Batalha de Moscou. A maioria das tropas se viu cercada e lutando para o leste, segundo Júkov. Em 23 de outubro, "graças a esforços heróicos, eles conseguiram se livrar do cerco". Em 10 de novembro, a Frente Briansk foi "desfeita".
Em sua segunda formação, no final de 1941, sob o comando de Iakov Cherevichenko a frente existiu por cerca de seis meses, sendo re-designada Frente de Voronej.

### Comandantes

#### Primeira formação
- Tenente-General Andrei Ieremenko (de 16/08/41 a 13/10/41).
- Major-General Gueorgui Fedorovich Zakharov (de 14/10/41 a 10/11/41).

#### Segunda Formação
- Coronel-General Iakov Cherevichenko (24/12/1941 a 2/4/1942).
- Tenente-general Filipp Golikov (02/04/1942 a 07/07/1942).

## Frente de Voronej
O nome da Frente de Voronej indica a principal região geográfica em que a frente lutava quando recebeu esse nome, isso é, em torno da cidade de Voronej, no curso do rio Don. Ela foi renomeada no final de junho de 1942, quando os tanques do 6º Exército da Wehrmacht alemã chegaram a Voronej, nos primeiros estágios do Caso Azul.
A Frente de Voronej participou da Batalha de Voronej, das operações defensivas nas proximidades de Stalingrado e, em dezembro de 1942, da Operação Saturno. Após a Operação Saturno, a frente esteve envolvida na Operação Estrela, incluindo a Terceira Batalha de Carcóvia. Durante a Operação Estrela, a frente incluiu os 38º, 40º, 60º e 69º Exércitos, além do 3º Exército de Tanques. O 3º Exército de Tanques foi tão maltratado pela operação, que foi reorganizado posteriormente como o 57º Exército. Na Batalha de Kursk, em agosto de 1943, a frente operou no teatro sul, durante o qual comandou o lado soviético na Batalha de Prokhorovka.
Durante a Operação Polkovodets Rumyantsev, que começou em 3 de agosto de 1943, a frente incluía os 38º, 40º, 27º, 6º e 5ª exércitos da Guarda, e o 1º e o 5º exércitos de tanques da Guarda. Durante esta batalha, os 1º e 5º exércitos de tanques realizaram o seu esforço principal no sector do 5º Exército da Guarda, e conseguiram, eventualmente, tomar Belgorod e Carcóvia. Uma das divisões do 5º Exército da Guard foi a 13ª Divisão de Infantaria da Guarda. A frente também lutou na libertação subsequente do leste da Ucrânia.

### Comandantes
- Tenente-General Nikanor Ievlampievich Chibisov (07/07/42 a 13/07/1942).
- Tenente-General Konstantin Rokossovski (14/07/42 a 27/09/1942).
- Coronel-General Max Andreievich Reiter (28/09/42 a 12/03/1943).
- General Nikolai F. Vatutin (1943).

## Primeira Frente Ucraniana
Em 20 de outubro de 1943 a Frente de Voronej foi renomeada Primeira Frente Ucraniana. Essa mudança de nome refletiu o avanço para o oeste do Exército Vermelho, deixando a Rússia para trás e liberando para a Ucrânia. A frente participou ou conduziu batalhas na Ucrânia, Polônia, Alemanha e Tchecoslováquia, durante 1944 e 1945.
Durante 1944 a frente participou com outras frentes nas batalhas de Korsun-Shevchenkivski, e na batalha do Bolsão de Hube na Ucrânia. Ela conduziu a Ofensiva Lviv-Sandomierz, durante a qual ela era composta pelo 1º Exército de Tanques da Guarda, o 3º Exército de Tanques da Guarda, o 4º Exército de Tanques, o 3º Exército da Guarda, 5º Exército da Guarda, e os 13º, 38º e 60º exércitos. Em seguida, ela participou da batalha por Ternopil.
Em 1945 a frente participou da Ofensiva Vístula-Oder, conduziu as operações da Silésia e de Praga, e depois o cerco de Breslau. Ela também participou de operações em Berlim e na Polônia. A frente também realizou a maior parte da Batalha de Halbe, em que a maior parte do 9º Exército alemão foi destruída ao sul de Berlim. A essa altura, o Segundo Exército polonês estava operando como parte da Frente. Finalmente, a Primeira Frente Ucraniana forneceu a defesa contra os contra-ataques que visavam aliviar Berlim e o 9º Exército alemão. A Ofensiva de Praga foi a batalha final da Segunda Guerra Mundial na Europa.
Após a guerra o quartel-general da Frente formou o Grupo de Forças Central do Exército Vermelho na Áustria e na Hungria, protegendo a Cortina de Ferro.

### Comandantes
- General Nikolai F. Vatutin (outubro de 1943 - março de 1944).
- Marechal Gueorgui Júkov (março-maio de 1944).
- Marechal Ivan Konev (maio de 1944 - maio de 1945).